# 앨런 커밍
앨런 커밍(영어: Alan Cumming, OBE, 1965년 1월 27일 ~ )은 스코틀랜드와 미국의 배우이다.

## 출연 작품
- 《007 골든 아이》
- 《엠마》
- 《엑스맨 2》
- 《빌리 진 킹: 세기의 대결》 - 커스버트 '테드' 틴링 역
- 《마이클 잭슨스 할로윈》
- 《쇼 독스》

## 서훈
- 2009년 대영 제국 훈장 4등급(OBE)